# La Bande à Olsen
Pour les articles homonymes, voir Olsen-banden.
Pour plus de détails, voir Fiche technique et Distribution.
La Bande à Olsen (Olsen-banden) est une comédie policière réalisée par Erik Balling et sortie en 1968.
Le film aura un grand succès et aura un remake norvégien un an plus tard, intitulé Trois Corniauds en vadrouille. Au Danemark comme en Norvège suivront treize suites jusqu'à la fin des années 1990, plus de nombreux autres films dérivés qui sortent régulièrement.

## Fiche technique
Sauf indication contraire, les informations mentionnées dans cette section peuvent être confirmées par la base de données cinématographiques IMDb,  présente dans la section « Liens externes ».
- Titre original : Olsen-banden[2],[3]
- Titre français : La Bande à Olsen[4]
- Réalisateur : Erik Balling
- Scénario : Henning Bahs (da), Erik Balling
- Photographie : Jeppe M. Jeppesen (de), Claus Loof (da)
- Montage : Ole Steen Nielsen (de)
- Costumes : Lotte Dandanell
- Musique : Bent Fabricius-Bjerre
- Producteurs : Bo Christensen (da)
- Société de production : Nordisk Film
- Pays de production :  Danemark
- Langue de tournage : danois
- Format : Couleur (Eastmancolor) - Son mono - 35 mm
- Durée : 80 minutes (1h20)
- Genre : Comédie et film de gangsters
- Dates de sortie :
  - Danemark : 11 octobre 1968
  - Allemagne de l'Est : 10 juillet 1970
  - France : 15 mars 1972[4]

## Distribution
- Ove Sprogøe : Egon Olsen
- Morten Grunwald (da) : Benny Frandsen
- Poul Bundgaard (da) : Kjeld Jensen
- Peter Steen (da) : Inspecteur criminel Mortensen
- Poul Reichhardt (da) : le chef de police
- Lotte Tarp (da) : Ulla, la compagne de Benny
- Paul Hagen (da) : Wirt Hansen
- Grethe Sønck (da) : Connie, la mère maquerelle
- Kirsten Walther (da) : Yvonne Jensen
- Jes Holtsø (da) : Børge Jensen
- Ole Monty (da) : Shériff
- Arthur Jensen : Le chef de la gare
- Ejner Federspiel : Le contrôleur
- Poul Thomsen (da) : Le chauffeur de Mortensen
- Ulf Pilgaard (da) : Le photographe de mannequin
- Ebba Amfeldt (da) : La vendeuse du sex-shop
- Einar Juhl (da) : L'ambassadeur allemand
- Valsø Holm (da) : L'homme à la Mercedes en panne
- Hanne Løye (da) : La prostituée
- Benny Hansen (da) : Un policier
- Edward Fleming : un policier
- Solveig Sundborg (da) : La femme qui hurle
- Bjørn Puggaard-Müller (da) : Un suspect
- Ego Brønnum-Jacobsen (da) : Le directeur de musée
- Søren Rode (da) : L'homme à l'arrêt de bus
- Gunnar Strømvad (da) : Le veileur de nuit
- Gunnar Bigum (da) : Un policier
- Bjørn Spiro : Un suspect
- Claus Nissen (da) : Un policier
- Asger Clausen : Birger Jensen
- Knud Hilding (da) : La batelier
- Ernst Meyer : Le pompiste

## Suites
- 1969 : Olsen-banden på spanden (da)
- 1971 : Olsen-banden i Jylland
- 1972 : Olsen-bandens store kup
- 1973 : Olsen-banden går amok
- 1974 : Olsen-bandens sidste bedrifter
- 1975 : Olsen-banden på sporet
- 1976 : Olsen-banden ser rødt
- 1977 : Olsen-banden deruda'
- 1978 : Olsen-banden går i krig
- 1979 : Olsen-banden overgiver sig aldrig
- 1981 : Olsen-bandens flugt over plankeværket
- 1981 : Olsen-banden over alle bjerge
- 1998 : Olsen-bandens sidste stik